# Austin County Courthouse
L'Austin County Courthouse est un palais de justice américain situé à Bellville, au Texas. Elle est inscrite au Registre national des lieux historiques depuis le 3 novembre 2023.